# Pyrocalymma pyrochroides
Pyrocalymma pyrochroides là một loài bọ cánh cứng trong họ Cerambycidae.